# Luis Henrique
 Ikke at forveksle med Luis Henrique (fodboldspiller).
Luis Henrique (født 21. august 1993 i Rio de Janerio i Brasilien) er en brasiliansk MMA-udøver. Han har været professionel kæmper siden 2011 og har senest konkurreret i Ultimate Fighting Championship (UFC). Han er i Danmark mest kendt for at have besejret danske Christian Colombo via submission i tredje omgang den 19. november 2016 på UFC Fight Night 100.

## MMA-karriere

### Tidlig karriere
Henrique begyndte sin professionelle MMA karriere i november 2011. Han konkurrerede udelukkende i sit hjemland Brasilien i de første tre og et halvt år af sin karriere og opbyggede en rekordliste på 8 sejre, 1 nederlag og 1 no-contest i løbet af denne tid.

### Ultimate Fighting Championship
Henrique fik sin UFC-debut mod den anden nykommer Francis Ngannou den 19. december 2015 på UFC på Fox 17. Han tabte kampen via knockout i anden omgang.
Henrique mødte nykommeren Dmitrii Smolyakov den 23. juli 2016 på UFC på Fox 20. Han vandt kampen via submission i anden omgang.
Henrique mødte herefter danske Christian Colombo den 19. november 2016 på UFC Fight Night 100. Han vandt kampen via submission i tredje omgang.
Henrique mødte Marcin Tybura den 5. marts 2017 på UFC 209. Han tabte kampen via TKO i tredje omgang.
Det blev offentliggjort den 24. november 2018, at Henrique var blevet frigivet af UFC.